# Borys Taščy
Borys Borysovyč Taščy (ukrajinsky Борис Борисович Тащи; * 26. července 1993, Oděsa, Ukrajina) je ukrajinský fotbalový útočník a bývalý mládežnický reprezentant, v současné době hráč německého klubu VfB Stuttgart od července 2017 hráč klubu MSV Duisburg. Může nastoupit i v záložní řadě.

## Klubová kariéra
- FK Černomorec Oděsa (mládež)
- FK Černomorec Oděsa 2009–2011
- FK Dynamo Moskva 2011–2014
- →  FK Černomorec Oděsa (hostování) 2012–2013
- →  FK Hoverla Užhorod (hostování) 2013–2014
- VfB Stuttgart 2014–2017[1]
- →  FC Zbrojovka Brno (hostování) 2017[1]
- MSV Duisburg 2017–[2]

## Reprezentační kariéra
Nastupoval za ukrajinské mládežnické reprezentace včetně U21.